# Wiadukt Glenfinnan
Wiadukt Glenfinnan (ang. Glenfinnan Viaduct) – wiadukt w ciągu linii kolejowej West Highland Line nad doliną rzeki Finnan w północnej Szkocji, w pobliżu miasta Glenfinnan.
21-przęsłowy wiadukt kolejowy był jednym z największych przedsięwzięć inżynieryjnych wykorzystujących beton bez wzmocnienia w momencie jego budowy przez Sir Roberta McAlpine. Wiadukt został zbudowany w latach 1897-1901 przy okazji budowy przedłużenia West Highland Line do Mallaig. Zbudowany w całości z betonu wiadukt ma 21 przęseł, z których każde ma 15 metrów i wznosi się na maksymalną wysokość 30 metrów. Z wiaduktu rozciąga się spektakularny widok na dolinę Glen Finnan i wody jeziora Shiel. Całkowity koszt budowy wiaduktu wyniósł 18904 funtów szterlingów.
Tutejsza niepowtarzalna sceneria szkockich gór stała się powodem, dla którego Glenfinnan zostało wybrane na plener kilku filmów. Nakręcono tu między innymi niektóre sceny do filmów: Nieśmiertelny, Charlotte Gray, Kamień przeznaczenia oraz trzech części serii Harry Potter: Komnata Tajemnic, więzień Azkabanu i Czara Ognia.